# Marcelino Gavilán
Marcelino Gavilán y Ponce de León (4 giugno 1909 – 9 marzo 1999) è stato un cavaliere spagnolo.

## Palmarès

### Olimpiadi
- Argento a Londra 1948 nel salto ostacoli a squadre.